# Megapogon crispatus
Megapogon crispatus är en svampdjursart som beskrevs av Jenkin 1908. Megapogon crispatus ingår i släktet Megapogon och familjen Achramorphidae. Inga underarter finns listade i Catalogue of Life.